# 시마노

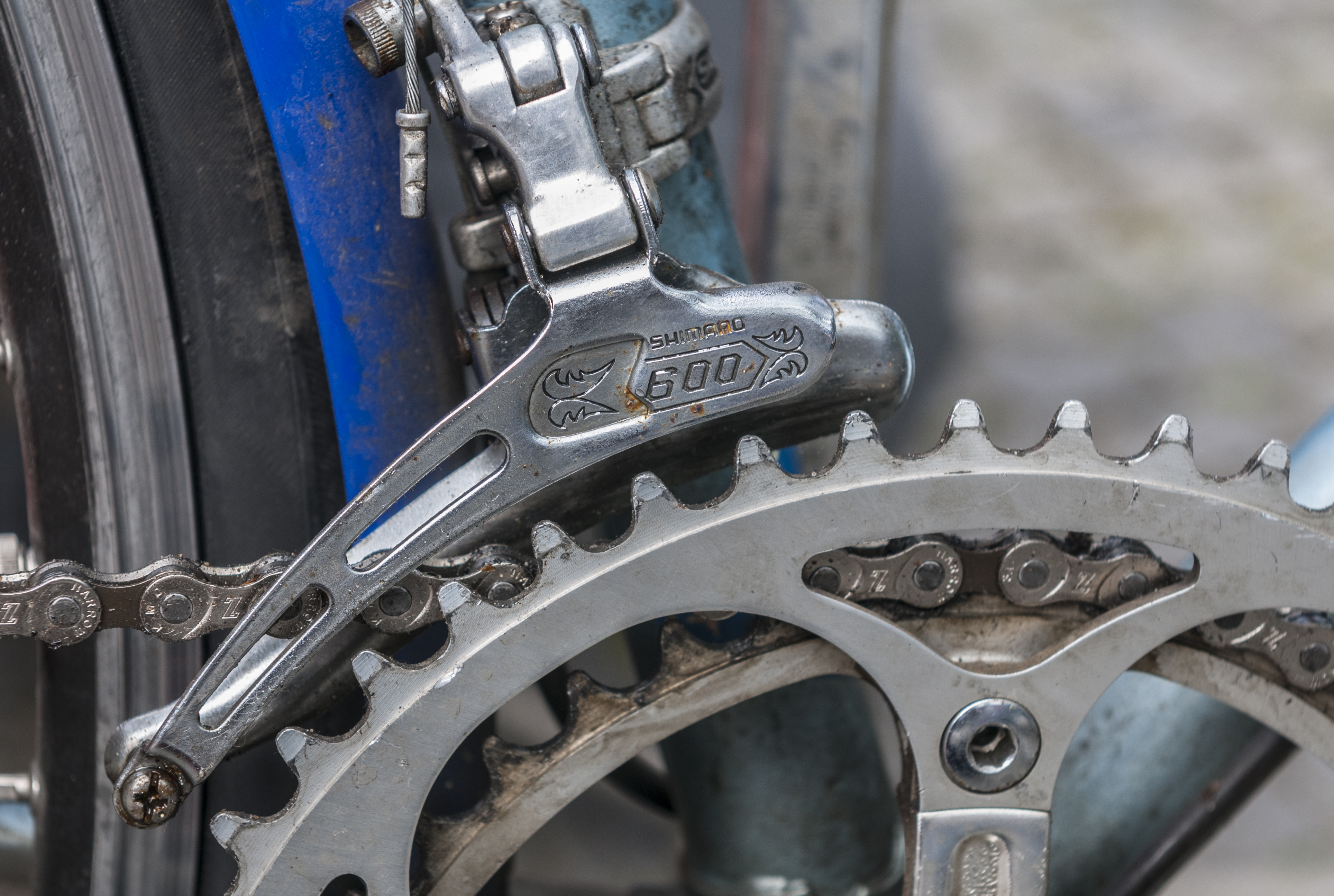
Shimano 600, 1980

시마노(シマノ, SHIMANO INC.)는 일본의 아웃도어 용품 회사로, 세계 최대의 자전거 부품 회사이다.

## 역사

### 시마노,자전거 부품 시장에 뛰어들다
시마노의 현재의 자전거 부품시장 최강자의 자리에 

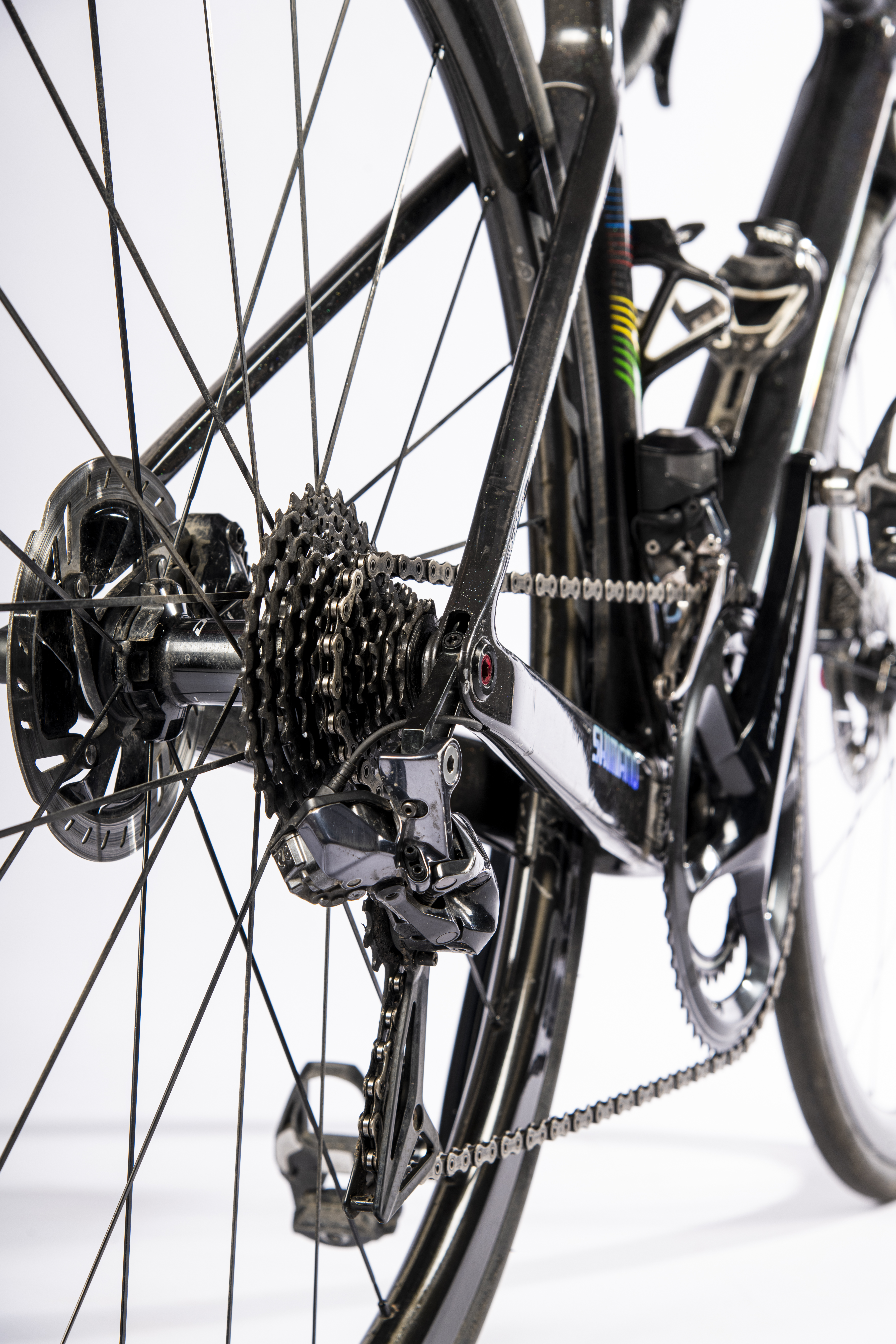

오르기까지는,꽤나 많은 시간들이 지나갔다.
시작은 미미했다.1921년 한대의 자전거에서 싱글기어를 깎아 만든 것이 시마노의 시초였으며, 그 이후 현재의 시마노는 현재의 대규모 라인업인
MTB 구동계와 로드사이클 구동계로 나눠져 제조하고 있다

### 시마노 로드바이크 기술의 집합체 DURA-ACE
시마노의 로드바이크 구동계의 기원은 1973년으로 거슬러 올라간다.
1973년 전까지는 현재 남아있는 로드바이크 부품제조업체는 이탈리아의 캄파놀로밖에 없었다.
1973년, 시마노는 현재까지 이어지고있고 41년의 역사의 첫 발걸음. DURA-ACE(듀라에이스)7300 세트를 발표한다.
크랭크,기어,브레이크 등이 같이 포함된 최초의 컴포넌트(구성 요소)세트였다.
이로 인한 구성 요소 통합으로 호환성 면에서 압도적인 우위를 점할 수 있었던 시마노는 경쟁사들이 독점하고 있던 구동계 사업에서 떠오르는 신예,다크 호스로 떠올라지고 있었다.
그 이후 1976년, 시마노는 듀라에이스10을 발표해 경륜 자전거 전용의 기어도 출시 하였다.